# 22 юли
22 юли е 203-тият ден в годината според григорианския календар (204-ти през високосна). Остават 162 дни до края на годината.

## Събития
- 1298 г. – Войни за шотландска независимост: В Битката при Фолкърк английският крал Едуард I и неговите стрелци с лъкове побеждават воините на Уилям Уолъс близо до град Фолкърк.
- 1456 г. – В Обсадата на Белград войските на регента на Кралство Унгария генерал Янош Хуняди, нанасят поражение на обсадилите Белград турци, командвани от султана на Османската империя Мехмед II.
- 1587 г. – Колонията Роаноук: Втора група английски заселници пристига на острова Роаноук край Северна Каролина, за да възстанови изоставената колония там.
- 1789 г. – Томас Джеферсън е избран за първи държавен секретар на САЩ в правителството на Джордж Вашингтон.
- 1790 г. – Във Франция е извършена национализация на имуществото на Църквата.
- 1793 г. – Александър Макензи завършва успешно първото прекосяване на Канада от брега на Атлантическия океан до Тихия океан.
- 1894 г. – Проведено е първото автомобилно състезание в историята между градовете Париж и Руан във Франция.
- 1903 г. – При пожар в имението на Лев Толстой изцяло изгарят неговите ръкописи.
- 1917 г. – Александър Керенски става министър-председател на Русия.
- 1927 г. – В Италия е учреден АС Рома.
- 1933 г. – Американският пилот Уили Поуст завършва първия самостоятелен полет около света, като изминава 25 099 км за 7 дни, 18 часа и 49 минути.
- 1940 г. – Парламентите на новите съветски републики Латвия, Литва и Естония едновременно приемат закони за национализация на земята, едрата промишленост, банките и търговските предприятия.
- 1942 г. – Холокост: Започва редовното депортиране на евреи от Варшавското гето към концентрационни лагери.
- 1962 г. – Програма Маринър: Космическият апарат Маринър 1 започва да лети нестабилно няколко минути след изстрелването си и се налага да бъде разрушен.
- 1973 г. – Самолетът при полет 816 на „Пан Ам“ се разбива до летището в Папеете малко след излитане и убива 78 души от общо 79 пътници и екипаж на борда.
- 1966 г. – Американски бомбардировачи осъществяват първата си атака срещу демилитаризираната зона между Северен и Южен Виетнам.
- 1977 г. – Дън Сяопин възстановява ръководните си постове в Китайската комунистическа партия, след като една година по-рано е отстранен от власт от Бандата на четиримата.
- 1981 г. – В Рим Мехмед Али Агджа е осъден на доживотен затвор за Атентата срещу Йоан Павел II.
- 1983 г. – Отменено е военното положение в Полша.
- 1994 г. – Последните фрагменти от кометата Шумейкър-Леви 9 навлизат в атмосферата на Юпитер.
- 2011 г. – Правителствени сгради в Осло и младежки политически лагер са атакувани от терорист, при което са ранени 15 и убити 87 души.

## Родени
- 1478 г. – Филип I, крал на Кастилия и основател на Хабсбургската династия в Испания († 1506 г.)
- 1784 г. – Фридрих Вилхелм Бесел, немски астроном († 1846 г.)
- 1804 г. – Виктор Шьолшер, френски политик († 1893 г.)
- 1822 г. – Грегор Мендел, австрийски ботаник († 1884 г.)
- 1849 г. – Емма Лазарус, американска поетеса († 1887 г.)
- 1859 г. – Георги Абаджиев, български генерал († 1940 г.)
- 1871 г. – Ернесто Далгас, датски поет, писател, философ († 1899 г.)
- 1878 г. – Януш Корчак, полски писател, педагог и лекар († 1942 г.)
- 1887 г. – Густав Херц, немски физик, Нобелов лауреат († 1975 г.)
- 1888 г. – Селман Ваксман, американски микробиолог, Нобелов лауреат през 1952 г. († 1973 г.)
- 1889 г. – Жорж Жиро, френски математик († 1943 г.)
- 1892 г. – Артур Зайс-Инкварт, австрийски политик († 1946 г.)
- 1894 г. – Оскар Мария Граф, немски писател († 1967 г.)
- 1895 г. – Павел Сухой, руски авиоконструктор († 1975 г.)
- 1898 г. – Александър Калдер, американски скулптор и художник († 1976 г.)
- 1902 г. – Мими Балканска, българска оперна певица († 1984 г.)
- 1908 г. – Асен Манолов, български балетист († 1982 г.)
- 1910 г. – Ирина Тасева, българска драматична актриса († 1990 г.)
- 1926 г. – Георги Лозанов, български психиатър и психотерапевт († 2012 г.)
- 1928 г. – Неделчо Беронов, български юрист и политик († 2015 г.)
- 1934 г. – Луис Флечър, американска актриса († 2022 г.)
- 1934 г. – Тодор Цонев, български художник-карикатурист († 2004 г.)
- 1943 г. – Масару Емото, японски писател († 2014 г.)
- 1946 г. – Дани Глоувър, американски актьор
- 1946 г. – Мирей Матьо, френска певица
- 1947 г. – Дон Хенли, американски барабанист, певец, композитор. Член на групата „Игълс“
- 1954 г. – Ал Ди Меола, американски джаз китарист
- 1955 г. – Мария Димитрова, българска акробатка
- 1955 г. – Уилям Дефо, американски актьор
- 1957 г. – Евгений Желев, български политик
- 1959 г. – Саид Сиям, палестински политик († 2009 г.)
- 1963 г. – Емилио Бутрагеньо, испански футболист
- 1965 г. – Шон Майкълс, американски кечист
- 1966 г. – Георги Илиев, български борец († 2005 г.)
- 1968 г. – Алан Кокс, британски програмист
- 1968 г. – Арно Гайгер, австрийски писател
- 1969 г. – Деспина Ванди, гръцка поп изпълнителка
- 1970 г. – Боян Манчев, български философ
- 1972 г. – Пламен Петров, български футболист
- 1986 г. – Кинзи Кенър, американска порно актриса
- 1988 г. – Ирена Лазарова, български журналист, писател и фотограф
- 1992 г. – Селена Гомез, американска актриса и певица
- 2013 г. – Принц Джордж, най-младият престолонаследник на Британската Корона

## Починали
- 1461 г. – Шарл VII, крал на Франция (* 1403 г.)
- 1498 г. – Франческо Ботичини, италиански художник (* 1446 г.)
- 1676 г. – Климент X, римски папа (* 1590 г.)
- 1832 г. – Наполеон II, син на Наполеон Бонапарт (* 1811 г.)
- 1856 г. – Томас Даути, американски художник († 1793 г.)
- 1869 г. – Джон Огъстъс Рьоблинг, американски инженер (* 1806 г.)
- 1870 г. – Йозеф Щраус, австрийски композитор (* 1827 г.)
- 1889 г. – Иван Калпазанов, български индустриалец (* 1835 г.)
- 1900 г. – Стефан Михайляну, румънски публицист (* 1859 г.)
- 1902 г. – Михаил Векилски, български деец (* 1850 г.)
- 1908 г. – Уилям Рандъл Кримър, британски политик, Нобелов лауреат през 1903 г. (* 1828 г.)
- 1909 г. – Детлев фон Лилиенкрон, немски поет (* 1844 г.)
- 1934 г. – Джон Дилинджър, американски гангстер (* 1903 г.)
- 1941 г. – Александър Коробков, руски генерал (* 1897 г.)
- 1943 г. – Стефан Данаджиев, български лекар (* 1866 г.)
- 1958 г. – Михаил Зошченко, руски писател (* 1894 г.)
- 1967 г. – Карл Сандбърг, американски поет (* 1878 г.)
- 1978 г. – Георги Веселинов, български писател (* 1909 г.)
- 1979 г. – Любомир Шарланджиев, български режисьор (* 1931 г.)
- 1990 г. – Мануел Пуиг, аржентински писател (* 1932 г.)
- 2006 г. – Пиер Рей, френски писател и журналист (* 1930 г.)
- 2010 г. – Дончо Цончев, български писател (* 1933 г.)
- 2025 г. – Ози Озбърн, британски рок музикант (* 1948 г.)

## Празници
- Православна църква
  - Света мироносица и равноапостолна Мария Магдалина
  - Възвръщане мощите на свети свещеномъченик Фока
  - Света мъченица Макрела
- Денят на приближение до Пи, виж също 14 март